# L'Effet Vézina
L'Effet Vézina est une émission de cuisine québécoise animé par Daniel Vézina, le chef cuisinier du restaurant Laurie Raphael à Québec. L'émission est diffusée sur la chaîne de télévision gastronomique Zeste.

## Concept
La première saison, sous-titrée Le menu dont vous êtes le héros, est tourné dans l'appartement de Daniel qui est situé au-dessus de son restaurant. Le chef nous montre deux ou trois recettes inspirées d'un thème qui peut être un ingrédient, un plat, un pays ou un style. Après chaque recettes, Daniel montre des méthodes pour présenter le plat.
La deuxième saison, sous-titrée De père en chef, est coanimé par son fils Raphael Vézina et est tourné a Montréal, Daniel nous montre pour commencer une version classique d'un plat, et Raphael le réinvente a sa manière.